# Леки крайцери тип „Ява“
Ява (на нидерландски: Java) са серия леки крайцери на Кралския флот на Нидерландия, заложени по времето на Първата световна война и влезли в строй едва след края ѝ. Всичко от проекта са построени 2 единици: „Ява“ (на нидерландски: HNLMS Java) и „Суматра“ (на нидерландски: HNLMS Sumatra). Те са първите леки крайцери на Нидерландия. Корабите участват във Втората световна война.
През 1915 г. нидерландският парламент приема закон за флота, който предвижда построяването на два крайцера за Остиндийските колонии.

## Конструкция
„Ява“ и „Суматра“ са близки по конструкция до германските малки крайцери от Първата световна война, от които в практически неизменен вид наследяват конструкцията на корпуса, но се отличават от тях с усилено въоръжение и по-голяма, примерно с четвърт, водоизместимост. Проектът на крайцерите за служба в Източните Индии е разработен от фирмата „Krupp Germaniawerft“ на основата на германския малък крайцер „Карлсруе“. По външен вид „явите“ доста напомнят корабите от типа „Кьонигсберг II“ на кайзеровия флот, макар и да имат два масивни комина вместо трите при „немците“.

## Въоръжение
Главният калибър се състои от десет 150-мм/50 оръдия „Bofors“ No.6 с маса на бронебойния снаряд от 46,7 кг, и максимална далечина на стрелбата от 21 200 м. Четири оръдия по краищата са
разположени по линейно-терасовидната схема, а останалите шест – по три надлъжно на бордовете, което дава седеморъдеен бордов залп, а по носа и кърмата могат да водят огън едновременно четири оръдия.

## Истрория на службата
„Ява“ – заложен на 31 май 1916 г., спуснат на вода на 9 август 1921 г., влиза в строй на 1 май 1925 г.
„Суматра“ – заложен на 15 август 1916 г., спуснат на вода на 19 декември 1921 г., влиза в строй на 26 май 1926 г.
Към началото на 1930-те години вече са морално остарели. През второто полугодие на 1939 г., за замяната им, са заложени двата крайцера от типа „Ендрахт“.

## Коментари
1. ↑  Всички данни са към 1940 г.
2. ↑  Префиксът „HNLMS“ е от на английски: His/Her Netherlands Majesty's Ship (Кораб на Негово/Нейно Величество), който е международен. ВМС на Нидерландия използват за своите кораби префиксите „Zr.Ms.“ (на нидерландски: Zijner Majesteits или His Majesty's), когато управлява крал, и „Hr.Ms.“ (на нидерландски: Harer Majesteits или Her Majesty's), когато управлява кралица. Смяната на префикса става автоматично при короноването на нов владетел.